# Aviron aux Jeux méditerranéens de 2013
Navigation
2018

## Résultats
| Épreuves                   | Or                                                    | Argent                                             | Bronze                                           |
| Skiff hommes               | Francesco Cardaioli 7 min 0 s 53                      | Dionysios Angelopoulos 7 min 2 s 67                | Noureldin Younis 8 min 3 s 60                    |
| Skiff hommes poids légers  | Pietro Ruta 7 min 2 s 10                              | Hüseyin Kandemir 7 min 6 s 81                      | Panagiotis Magdanis 7 min 9 s 65                 |
| Deux de couple             | Francesco Fossi Romano Battisti 6 min 20 s 76         | Marko Marjanović Aleksandar Filipović 6 min 22 s 6 | Jure Grace Aleš Župan 6 min 31 s 31              |
| Deux de couple poids léger | Eleftherios Konsolas Spyridon Giannaros 6 min 27 s 71 | Enes Kusku Bayram Sönmez 6 min 31 s 24             | Elia Luini Andrea Micheletti 6 min 31 s 72       |
| Deux sans barreur          | Marco Di Costanzo Matteo Castaldo 6 min 30 s 78       | Nikola Stojić Nenad Bedjik 6 min 31 s 42           | Pau Vela Maggi Álex Sigurbjörnsson 6 min 37 s 38 |
| Skiff femmes               | Iva Obradovic 7 min 39 s 4                            | Giada Colombo 7 min 44 s 4                         | Marcela Milosevic 7 min 44 s 25                  |
| Skiff femmes poids légers  | Aikaterini Nikolaidou 7 min 45 s 71                   | Laura Milani 7 min 49 s 47                         | Anna Ioannou 7 min 50 s 41                       |

## Tableau des médailles
| Rang  | Nation   | Or | Argent | Bronze | Total |
| ----- | -------- | -- | ------ | ------ | ----- |
| 1     | Italie   | 4  | 2      | 1      | 7     |
| 2     | Grèce    | 2  | 1      | 1      | 4     |
| 3     | Serbie   | 1  | 2      | 0      | 3     |
| 4     | Turquie  | 0  | 2      | 0      | 2     |
| 5     | Croatie  | 0  | 0      | 1      | 1     |
| 5     | Chypre   | 0  | 0      | 1      | 1     |
| 5     | Égypte   | 0  | 0      | 1      | 1     |
| 5     | Espagne  | 0  | 0      | 1      | 1     |
| 5     | Slovénie | 0  | 0      | 1      | 1     |
| 10    | Algérie  | 0  | 0      | 0      | 0     |
| 10    | Monaco   | 0  | 0      | 0      | 0     |
| 10    | Tunisie  | 0  | 0      | 0      | 0     |
| Total | Total    | 7  | 7      | 7      | 21    |